# Halvdan Koht
Halvdan Koht (Tromsø, 1873. július 7. – Bærum község, 1965. december 12.) norvég történész, politikus, irodalomtörténész, egyetemi tanár, irodalomkritikus és biográfus. Paul Steenstrup Koht második gyermeke a négyből, rokonai között találhatóak voltak Jens Holmboe, Ola Krogseng Giæver, Kjeld Stub és német ősök. Felesége az író Karen Elisabeth Grude, gyermekeik többek között Åse Gruda Skard és Paul Koht. Nején keresztül rokonai Sigmund Skard, Torild Skard, Målfrid Grude Flekkøy és Halvdan Skard is.